# Laocoon (Maître JG)
Pour les articles homonymes, voir Laocoon (homonymie).
Laocoon est une gravure sur cuivre au burin réalisée par le maître JG. Il existe un exemplaire conservée à Londres et deux exemplaires à Paris à la BNF dans le département des estampes et à dans la collection des Rothschild. Elle mesure 107 × 153 mm.

## Description
Dans un paysage ouvert en ruine près du rivage, Laocoon entouré de ses deux fils se débat contre un monstre rassemblant à un serpent. Un autel est clairement représenté à droite dans la scène. Celui-ci fait le lien avec le monstre marin qui est l'émissaire de Neptune.